# Mühleberg
Mühleberg – gmina (niem. Einwohnergemeinde) w Szwajcarii, w kantonie Berno, w regionie administracyjnym Bern-Mittelland, w okręgu Bern-Mittelland. Graniczy z gminami Berno, Ferenbalm, Frauenkappelen, Laupen, Neuenegg, Radelfingen, Wileroltigen i Wohlen bei Bern.

## Historia
Miejscowość Mühleberg została po raz pierwszy wspomniana między 1011 a 1016 rokiem roku jako Mulinberg.

## Elektrownie

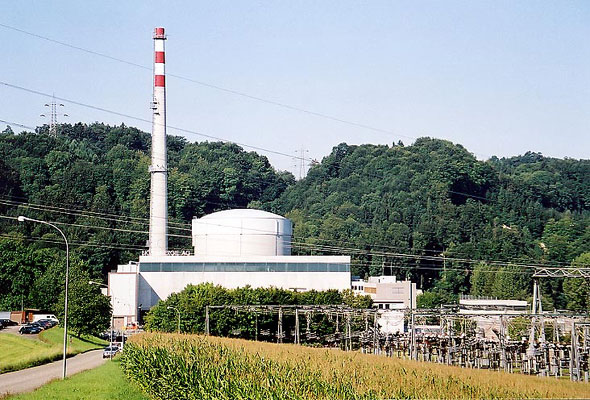
Elektrownia jądrowa Mühleberg

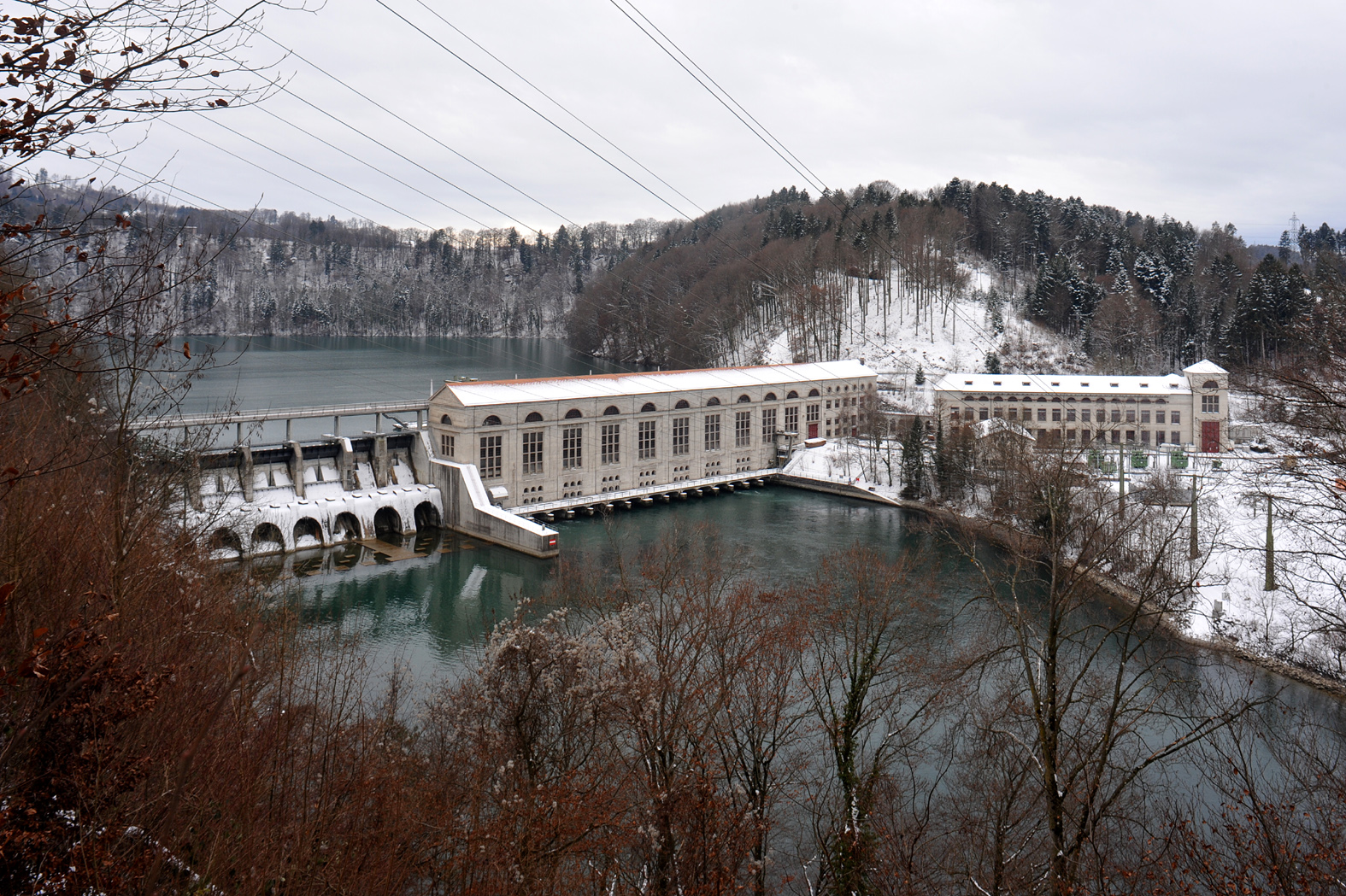
Elektrownia hydroelektryczna w Mühlebergu

Gmina jest siedzibą elektrowni jądrowej, która po 47 latach pracy została definitywnie wyłączona z eksploatacji 20 grudnia 2019 r.
Znajduje się tu również elektrownia wodna o mocy 48 MW (obecnie 40 MW) działająca przy zaporze wodnej Mühleberg na Aare. Zaporę zaprojektował Gabriel Narutowicz, kierował też jej budową.

## Demografia
W Mühlebergu 31 grudnia 2020 mieszkało 2997 osób. W 2020 roku 10,8% populacji gminy stanowiły osoby urodzone poza Szwajcarią.
W 2000 roku 94,7% populacji (2579 osób) mówiło w języku niemieckim, a 1,3% populacji (36 osób) w języku francuskim oraz 0,8% populacji (23 osób) języku albańskim. 7 osób zadeklarowało znajomość języka włoskiego, a 1 języka romansz.
W 2008 roku 50,0% populacji stanowili mężczyźni, a 50,0% kobiety. Populacja mężczyzn stanowiła 1237 Szwajcarów oraz 91 osób innego obywatelstwa. Populacja kobiet stanowiła 1253 Szwajcarki i 73 osoby innego obywatelstwa.
Zmiany w liczbie ludności są przedstawione na poniższym wykresie:

## Współpraca
Miejscowość partnerska:
- Schwanfeld, Niemcy

## Transport
Przez teren gminy przebiega autostrada A1 oraz drogi główne nr 1 i nr 12.